# 당부성룡
당부성룡(중국어 간체자: 戆夫成龙, 정체자: 戇夫成龍, 병음: Gàng fū chéng lóng 강푸청룽[*], 광둥어: ngong6 fu1 sing4 lung4 응옹푸싱룽, 영어: Square Pegs 스퀘어 페그스[*])은 홍콩 TVB의 드라마이다.

## 배역표
- 쉬사오슝(許紹雄) - 정유력(丁有力)
- 노완인(盧宛茵) - 미주련(米珠蓮)
- 곽진안(郭晉安) - 정상왕(丁常旺)
- 선훤(宣萱) - 능채봉(凌彩鳳)
- 양완의(楊婉儀) - 양패군(楊佩君)
- 등일군(鄧一君) - 강영(江榮)